# Percy (Familienname)
Percy ist der Familienname folgender Personen:
- Algernon Percy, 10. Earl of Northumberland (1602–1668), englischer Militär und Politiker
- Algernon Percy, 1. Earl of Beverley (1750–1830), britischer Politiker
- Algernon Percy (Diplomat) (1779–1833), britischer Diplomat, Sohn des vorherigen
- Algernon Percy, 4. Duke of Northumberland (1792–1865), britischer Marineoffizier, Forscher und konservativer Politiker
- Algernon Percy, 6. Duke of Northumberland (1810–1899), britischer konservativer Politiker
- Blind Percy, US-amerikanischer Mundharmonikaspieler
- Charles Percy (Politiker), britischer Politiker
- Charles H. Percy (1919–2011), US-amerikanischer Politiker
- Dorothy Percy, Countess of Northumberland (1561–1619), englische Gräfin
- Emmy Percy-Wüstenhagen (1905–1975), österreichische Schauspielerin
- Esme Percy (1887–1957), US-amerikanischer Schauspieler
- Eustace Percy, 1. Baron Percy of Newcastle (1887–1958), britischer Politiker, Abgeordneter des House of Commons, Peer, Minister
- George Percy, britisch-amerikanischer Politiker
- Henry de Percy († 1272) (um 1235–1272), englischer Adliger
- Henry Percy (Henry „Hotspur“ Percy; 1364–1403), englischer Adliger
- Henry Percy, 1. Baron Percy (1273–1314), englischer Adliger und Militär
- Henry Percy, 2. Baron Percy (1301–1352), englischer Adliger und Militär
- Henry Percy, 3. Baron Percy (um 1321–1368), englischer Adliger
- Henry Percy, 1. Earl of Northumberland (1341–1408), englischer Adliger
- Henry Percy, 2. Earl of Northumberland (1392–1455), englischer Adliger
- Henry Percy, 3. Earl of Northumberland (1421–1461), englischer Adliger
- Henry Percy, 4. Earl of Northumberland (1449–1489), englischer Adliger und Soldat
- Henry Percy, 6. Earl of Northumberland (1502–1537), englischer Adliger und Offizier
- Henry Percy, 7. Duke of Northumberland (1846–1918), britischer Adliger und Politiker
- Henry Percy, 8. Earl of Northumberland (1532–1585), englischer Adliger
- Henry Percy, 9. Earl of Northumberland (1564–1632), englischer Adliger und Gelehrter
- Henry Alan Walter Richard Percy, 11. Herzog von Northumberland (1953–1995), englischer Adliger
- Henry Algernon Percy, 5. Earl of Northumberland (1478–1527), englischer Adliger
- Henry Algernon George Percy, Earl Percy (1871–1909), britischer Politiker
- Henry George Percy, 7. Herzog von Northumberland (1846–1918), britischer Politiker
- Henry George Alan Percy, 9. Herzog von Northumberland (1912–1940), britischer Politiker
- Henry Hugh Manvers Percy (1817–1877), englischer General
- Hugh Percy, 1. Duke of Northumberland (um 1714–1786), britischer Adliger und Kunstmäzen
- Hugh Percy, 2. Duke of Northumberland (1742–1817), britischer Adliger und General
- Hugh Percy (Bischof) (1784–1856), britischer Geistlicher, Bischof von Carlisle
- Hugh Percy, 3. Duke of Northumberland (1785–1847), britischer Adliger und Politiker
- Hugh Percy, 10. Duke of Northumberland (1914–1988), britischer Adliger und Hofbeamter
- Iain Percy (* 1976), britischer Segler
- Joceline Percy, 11. Earl of Northumberland (auch Josceline Percy; 1644–1670), englischer Adliger
- John Percy (1817–1889), britischer Techniker
- Josceline Percy (Admiral) (1784–1856), britischer Konteradmiral und Politiker
- Karen Percy (* 1966), kanadische Skirennläuferin
- Lee Percy (* 1953), US-amerikanischer Filmeditor
- LeRoy Percy (1860–1929), US-amerikanischer Politiker
- Margaret de Percy († 1375), englische Adlige
- Matilda de Percy, englische Adlige
- Nicholas Percy (* 1994), britischer Diskuswerfer
- Norma Percy, US-amerikanische Dokumentarfilmerin und Filmproduzentin
- Pierre-François Percy (1754–1825), französischer Chirurg und Militärarzt
- Ralph Percy, 12. Duke of Northumberland (* 1956), britischer Peer
- Richard Percy († 1461), englischer Ritter
- Richard de Percy, englischer Adliger und Rebell
- Robert Percy († 1485), englischer Ritter
- Samuel Percy (um 1750–1820), irischer Bildhauer und Wachsmodellierer
- Sidney Richard Percy (eigentlich Sidney Richard Percy Williams; 1821–1886), englischer Maler
- Thomas Percy (Bischof, um 1332) (um 1332–1369), englischer Geistlicher, Bischof von Norwich
- Thomas Percy, 1. Earl of Worcester (1343–1403), englischer Adliger
- Thomas Percy, 7. Earl of Northumberland (1528–1572), englischer Adliger
- Thomas Percy (Bischof, 1729) (1729–1811), englischer Dichter und Geistlicher, Bischof von Dromore
- Tony Percy (* 1963), australischer Geistlicher, Weihbischof in Sydney
- Walker Percy (1916–1990), US-amerikanischer Schriftsteller
- William de Percy († vor 1099), normannischer Adliger
- William de Percy († 1175), anglonormannischer Adliger
- William de Percy († 1245), englischer Adliger
- William Armstrong Percy (1933–2022), US-amerikanischer Historiker und Autor
- William Henry Percy (1788–1855), britischer Marineoffizier und Politiker
- Win Percy (* 1943), britischer Autorennfahrer